# Sterkste Man van Nederland (wedstrijd)

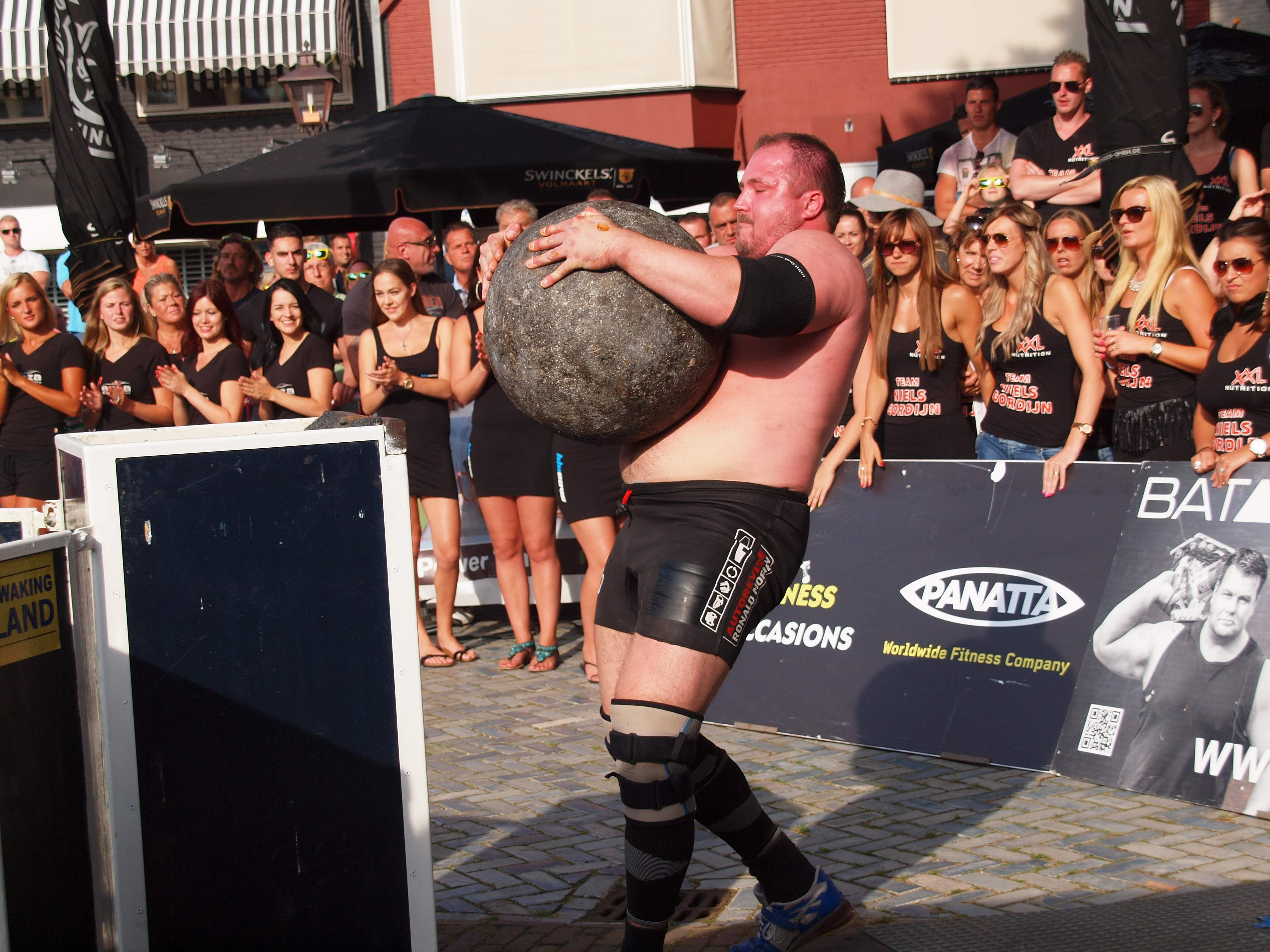
Jitse Kramer in actie op 18 juli 2015, vlak voor hij de titel voor de tweede keer haalt. Foto: Doetze Hovius

Sterkste Man van Nederland is een jaarlijks (op televisie uitgezonden) kampioenschap waarin acht tot tien (soms twaalf) sterke mannen strijden voor de titel Sterkste Man van Nederland.
Het kampioenschap vindt sinds 1979 plaats in verschillende steden in Nederland. Het wordt jaarlijks in oktober uitgezonden op RTL 7. De bekendste deelnemers - en winnaars - van de wedstrijd zijn Ted van der Parre, Berend Veneberg, Alex Moonen en Jarno Hams. Ook de krachtsporters die rond 1980-1985 meededen zijn vooral in de krachtsportwereld nog erg bekend. Gerard du Prie, Cees de Vreugd, Ab Wolders en Simon Wulfse zijn de eerste bekende sterke mannen, uit Nederland, die ook aan powerlifting deden of nog doen. In 2020 moest de wedstrijd worden afgelast vanwege de coronapandemie die dat jaar uitbrak. Hierdoor waren grote evenementen tot 1 september van dat jaar verboden.

## Winnaars[1]
| Jaar                    | Rf             | Winnaar                                     | Tweede plaats          | Derde plaats                    | Gehouden te               |
| ----------------------- | -------------- | ------------------------------------------- | ---------------------- | ------------------------------- | ------------------------- |
| 1979                    |                | Gerard du Prie                              | Jan Woudsma            | Robert Nuy                      | Dronten (De Meerpaal)     |
| 1980                    | geen wedstrijd | geen wedstrijd                              | geen wedstrijd         | geen wedstrijd                  | geen wedstrijd            |
| 1981                    | geen wedstrijd | geen wedstrijd                              | geen wedstrijd         | geen wedstrijd                  | geen wedstrijd            |
| 1982                    |                | Simon Wulfse                                | Gerard du Prie         | Huub van Eck                    | Dronten (De Meerpaal)     |
| 1983                    | geen wedstrijd | geen wedstrijd                              | geen wedstrijd         | geen wedstrijd                  | geen wedstrijd            |
| 1984                    |                | Ab Wolders (als debutant)                   | Cees de Vreugd         | Simon Wulfse                    | Alkmaar (Kaasmarkt)       |
| 1985                    | geen wedstrijd | geen wedstrijd                              | geen wedstrijd         | geen wedstrijd                  | geen wedstrijd            |
| 1986                    | geen wedstrijd | geen wedstrijd                              | geen wedstrijd         | geen wedstrijd                  | geen wedstrijd            |
| 1987                    | geen wedstrijd | geen wedstrijd                              | geen wedstrijd         | geen wedstrijd                  | geen wedstrijd            |
| 1988                    | geen wedstrijd | geen wedstrijd                              | geen wedstrijd         | geen wedstrijd                  | geen wedstrijd            |
| 1989                    |                | Tjalling van den Bosch                      | Ted van der Parre (2e) | Ab Wolders (2e) gedeelde plaats | Hindeloopen               |
| 1990                    | geen wedstrijd | geen wedstrijd                              | geen wedstrijd         | geen wedstrijd                  | geen wedstrijd            |
| 1991                    |                | Ted van der Parre (1/3)                     | Wout Zijlstra          | Berend Veneberg                 | Ameland                   |
| 1992                    |                | Ted van der Parre (2/3) (coach: Ab Wolders) | Berend Veneberg        | Rens Vrolijk (coach: Henk Bres) | Zierikzee                 |
| 1993                    |                | Berend Veneberg (1/7)                       | Ted van der Parre      | Piet Flikweert                  | Leerdam                   |
| 1994                    |                | Ted van der Parre (3/3)                     | Berend Veneberg        | Wout Zijlstra                   | Borculo                   |
| 1995                    |                | Berend Veneberg (2/7)                       | Paul Smeets            | Hans Schonewille                | Haaksbergen               |
| 1996                    |                | Berend Veneberg (3/7)                       | Wout Zijlstra          | Paul Smeets                     | Sneek                     |
| 1997                    |                | Berend Veneberg (4/7)                       | Wout Zijlstra          | Paul Smeets                     | Almere                    |
| 1998                    | geen wedstrijd | geen wedstrijd                              | geen wedstrijd         | geen wedstrijd                  | geen wedstrijd            |
| 1999                    |                | Berend Veneberg (5/7)                       | Peter Baltus           | Jarno Hams                      | Borculo                   |
| 2000                    |                | Berend Veneberg (6/7)                       | Peter Baltus           | Eduard Leeflang                 | Enschede                  |
| 2001                    |                | Wout Zijlstra                               | Jarno Hams             | Sander Du Burck                 |                           |
| 2002                    |                | Berend Veneberg (7/7)                       | Sjaak Ruska            | Jarno Hams                      | Arnhem                    |
| 2003                    |                | Peter Baltus                                | Jarno Hams             | Sjaak Ruska                     | Zandvoort                 |
| 2004                    |                | Jarno Hams (1/7)                            | Simon Sulaiman         | Edwin Hakvoort                  | Enschede                  |
| 2005                    | [ 2 ]          | Jarno Hams (2/7)                            | Dave Mossing           | Edwin Hakvoort                  | Vriezenveen               |
| 2006                    |                | Jarno Hams (3/7)                            | Sjaak Ruska            | Tom Jansen                      | Hellendoorn               |
| 2007                    |                | Jarno Hams (4/7)                            | Evert Kreuze           | Tom Jansen                      | Heerhugowaard             |
| 2008                    |                | Jarno Hams (5/7)                            | Richard van der Linden | Evert Kreuze                    | Puttershoek               |
| 2009                    |                | Simon Sulaiman                              | Alex Moonen            | Jan Wagenaar                    | Vroomshoop                |
| 2010 (18 juli)          | [ 3 ]          | Jarno Hams (6/7)                            | Richard van der Linden | Alex Moonen                     | Hoofddorp                 |
| 2011 (16 juli)          | [ 4 ]          | Jan Wagenaar                                | Richard van der Linden | Alex Moonen                     | Surhuisterveen            |
| 2012 (14 juli)          |                | Jarno Hams (7/7)                            | Jan Wagenaar           | Alex Moonen                     | Kerkrade                  |
| 2013 (20 juli)          |                | Jitse Kramer (1/2)                          | Jan Wagenaar           | Niels Gordijn                   | Boxtel                    |
| 2014 (12 juli)          |                | Alex Moonen (1/4)                           | Niels Gordijn          | Kelvin de Ruiter                | Meppel (Gasgracht)        |
| 2015 (18 juli)          |                | Jitse Kramer (2/2)                          | Niels Gordijn          | Enzo Tauro                      | Borculo (Centrum)         |
| 2016 (9 juli)           | [ 5 ]          | Alex Moonen (2/4)                           | Jitse Kramer           | Enzo Tauro                      | Zwolle (bij IJsselhallen) |
| 2017 (16 juli)          | [ 6 ]          | Alex Moonen (3/4)                           | Enzo Tauro             | Kelvin de Ruiter                | Hengelo (Marktplein)      |
| 2018 (1 juli / 30 juni) |                | Alex Moonen (4/4)                           | Kelvin de Ruiter       | Enzo Tauro                      | Schinveld                 |
| 2019 (7 juli)           |                | Kelvin de Ruiter (1/4)                      | Joost Heutinck         | Teun Moors                      | Weert                     |
| 2020                    | geen wedstrijd | geen wedstrijd                              | geen wedstrijd         | geen wedstrijd                  | geen wedstrijd            |
| 2021 (14 augustus)      |                | Kelvin de Ruiter (2/4)                      | George Sulaiman        | Angelo van der Pas              | Kampen (Heutzplein)       |
| 2022 (9 juli)           |                | Kelvin de Ruiter (3/4)                      | George Sulaiman        | Kevin de Jong                   | Almere                    |
| 2023 (8 juli)           |                | Kelvin de Ruiter (4/4)                      | Kevin Hazeleger        | George Sulaiman                 | Winschoten                |
| 2024 (7 juli)           |                | Kevin Hazeleger (1/2)                       | Kelvin de Ruiter       | Max Gelder                      | Deventer                  |
| 2025 (20 juli)          |                | Kevin Hazeleger (2/2)                       | Max Gelder             | Kelvin de Ruiter                | Weert                     |

### Meervoudige winnaars
| Rang | Overwinningen | Sterke man        | Jaren                                                       |
| ---- | ------------- | ----------------- | ----------------------------------------------------------- |
| 1    | 7             | Berend Veneberg   | 1993, 1995, 1996, 1997, 1999, 2000, 2002                    |
| 1    | 7             | Jarno Hams        | 2004, 2005, 2006, 2007, 2008, 2010, 2012                    |
| 2    | 4             | Alex Moonen       | 2014, 2016, 2017, 2018                                      |
| 3    | 4             | Kelvin de Ruiter  | 2019, 2021, 2022, 2023 (achter elkaar, 2020 ging niet door) |
| 3    | 3             | Ted van der Parre | 1991, 1992, 1994                                            |
| 4    | 2             | Jitse Kramer      | 2013, 2015                                                  |
| 5    | 2             | Kevin Hazeleger   | 2024, 2025                                                  |

Zowel Berend Veneberg als Jarno Hams hebben de titel 7 keer gehaald. Berend Veneberg is echter al jaren gestopt. In 2013 deed Hams niet mee vanwege blessures. Het deelnemersveld werd steeds sterker. Hams, die feitelijk ongeslagen was, zei de titel 'een jaartje uit te lenen'. Door Hams toenemende leeftijd en het sterker wordende deelnemersveld, bleek in juli 2014 of de uitspraak van Hams klopte.
Hams won in mei 2014 voor de eerste keer in 10 jaar een wedstrijd met alleen Nederlanders niet. Dit was een van de voorrondes voor de Sterkste Man van Nederland 2014. Alleen de winnaar mocht meedoen. Hams had geluk dat de winnaar al automatisch geplaatst was, omdat deze de titel in 2013 binnen had gesleept en Hams tweede werd en daardoor toch nog geplaatst werd.
Het mocht echter niet baten, Hams werd in juli 2014 vierde en kondigde een dag later aan dat hij niet meer mee zou doen. Na de beste Nederlander te zijn (7e plaats) in de Strongman Champions League, die in het voorjaar 2015 weer eens in Nederland gehouden werd en daarna samen met zijn broer Eric Hams de titel Sterkte Team van Nederland gewonnen te hebben, kreeg Hams weer zin en was ook in goede vorm. Toch haakte Hams vlak voor de wedstrijd, op 18 juli 2015, af, om nog onbekende redenen, waarschijnlijk een blessure in de rug, waar Hams vaker mee kampt(e).

## Sterkste Man van Nederland 2014
In 2014 was er sprake van een aparte strijd: Alex Moonen was gegroeid, letterlijk en figuurlijk, en Jarno Hams wilde na herstel van zijn blessure nog een keer winnen om zo de meeste titels ooit (8 overwinningen) binnen te slepen. De andere tegenstanders waren ook niet de minste geringste:
Bas van der Molen uit Groningen, Randolf Pander uit Wezep, Fouad Hsaini (al vele malen (onofficieel) kampioen onder 105 kg), Johan Langhorst, Niels Gordijn, Dennis van Beusekom, Enzo Tauro, Kelvin de Ruiter, Marvin Mulder en Matthieu Onderdijk. Bij uitval van een deelnemer was de reserve Angelo van der Pas. De titelverdediger, Jitse Kramer, komt niet in de lijst voor. Alex Moonen won de titel en Hams werd 4e.

## Sterkste Man van Nederland -105 kg
Gijs Boeijen won de eerste officiële wedstrijd van de Sterkste Man van Nederland tot 105 kg in Lemmer, september 2013. Op 2 augustus 2014 behaalde hij in Zwolle opnieuw de 1e plaats. Boeijen is ook een regelmatige deelnemer aan de wedstrijd van de zwaargewichten. Fouad Hsaini won deze titel al zeven maal onofficieel, echter kon hij een keer niet meedoen, omdat hij meer dan 105 kg woog en zich meer richtte op de hoofdwedstrijd met de zwaargewichten.
Op 12 november 2017 vonden in Leeuwarden twee wedstrijden plaats, Sterkste Man van Nederland - 105 kg en Sterkste Man van Friesland. Gijs Boeijen won wederom de titel tot 105 kg en de bijna 2 meter lange en 169 kg zware Kelvin de Ruiter was dit keer de sterkste Fries. Jitse Kramer werd tweede en zette een Nederlands record deadlift neer van 390 kg.
Boeijen won in totaal 5 keer de wedstrijd tot 105 kg en werd in 2018 derde, waarna hij zei te stoppen.

## Onvrede
Werd de "Sterkste Man" in de jaren 1970 nog als attractie gezien, sindsdien wordt het meer erkend als topsport, waarvan slechts een enkeling in Nederland zijn beroep heeft kunnen maken. Ted van der Parre kon er ongeveer twee jaar van leven, na zijn titel als Sterkste Man van de Wereld. Verder alleen Jarno Hams. Hij kon een jaar of twaalf als professional ervan leven. Hij stelt zelf in interviews dat hij met een 'gewone' voltijds baan meer verdiend zou hebben. Andere beoefenaars van deze sport hebben vaak een voltijdse baan erbij en zeker met ook internationale wedstrijden en de vele uren zware training, moeilijk te vinden sponsors en dergelijke, kreeg dit aspect in april en mei 2018 aandacht in de media. Alex Moonen liet een stukje van zijn leven als leraar en Sterkste Man van Nederland zien op NPO 2, in het televisieprogramma Hallo Nederland op 8 mei 2018  en Peter de Jong, een regelmatige deelnemer, uitte zijn ongenoegen via een filmpje op diverse sociale media.

## Sterkste Team van Nederland
In navolging op het 'Sterkste Team van de Wereld' begon Nederland ook met dit evenement, maar dan landelijk en vanaf het jaar 2000 bijna jaarlijks in Lopik, georganiseerd door Dennis van Beusekom. Het werd echter geen standaard zoals de wedstrijd 'Sterkste Man van Nederland'. De teamwedstrijd wordt door sommigen gezien als oefenwedstrijd voor dat laatstgenoemde evenement, of gewoon om die titel binnen te slepen. De ene persoon is weer goed in het ene onderdeel en de andere weer in het andere. Teamleden die elkaar goed aanvullen, maken daardoor veel kans op een plaats in de top 3. De laatste kampioenen waren:
- in 2012: Jan Wagenaar en Johan Langhorst te Lopik, bij de Foute Cross
- in 2013: Alex Moonen en Gijs Boeijen (eerste Pinksterdag, 19 mei) te Lopik, bij de Foute Cross
- in 2014: Alex Moonen en Jarno Hams (8 juni te Lopik)
- in 2015: Jarno Hams en Eric Hams, (24 mei 2015) te Lopik, bij de Foute Cross
- In 2016: Niels Gordijn en Mike Oerlemans, (15 mei 2016), te Lopik, bij de Foute Cross
- In 2017: Gijs Boeijen en Vlad Buda, (11 juni 2017), te Lopik, bij de Foute Cross
- In 2019: Alex Moonen en George Sulaiman (zoon van Simon Sulaiman), 17 augustus 2019, Vaals

## Trivia
- Ted van der Parre tilde in 1995 als eerste Nederlander alle 5 stenen op in het onderdeel 'Stones of Strength'.
- Op 16 juli 2011 vond de 25e editie van de Sterkste Man van Nederland plaats. Jarno Hams moest afhaken vanwege een rugblessure en kon daardoor geen poging doen om het record van 7 keer kampioen te evenaren. Voor deze 25e editie waren alle oud-kampioenen uitgenodigd, die bijna allemaal aanwezig waren (behalve Tjalling van den Bosch).[9]
- Op 14 juli 2012 evenaarde Jarno Hams het record van 7 keer kampioen. Hij staat nu gelijk met Berend Veneberg, die vanaf 2008 tot 2019 scheidsrechter was bij Sterkste Man-wedstrijden. Aangezien Hams ook gestopt is, zal hij het record niet meer kunnen verbreken. Alex Moonen stond in 2018 op 4 keer, maar kon de titel in 2019 niet verdedigen, waardoor de kans kleiner werd (ook vanwege de leeftijd) dat hij ook aan 7 keer zou komen. Moonen richtte zich op personal training, naast zijn baan als leraar en deed niet meer mee met de wedstrijd na 2019.
- Johan Langhorst deed in 2023 voor de veertiende keer mee (sinds 2009) aan de finale, wat op zich al een record is. In 2021 stond hij na drie onderdelen eerste, met nog drie onderdelen te gaan. Andere jaren stond hij een aantal malen op derde plaats voordat het laatste onderdeel begon. Al die jaren lukte het hem niet, of net niet, om een podiumplaats te behalen. In 2019 dacht hij dat het zijn laatste wedstrijd zou zijn, maar hij deed in 2021 (nadat de wedstrijd in 2020 niet doorging) en 2022 weer mee, met weer geen podiumplaats, maar wel in 2021 een 4e plaats. In 2022 viel hij uit met een gescheurde bicep(s). In 2023 presteerde hij erg wisselend, met een eerste plaats bij een onderdeel, maar ook een aantal minder goede prestaties en wederom geen podiumplaats. In 2024 deed hij een laatste poging, maar kwam niet door de voorrondes heen.